# Xvfb
Xvfb, soit X framebuffer virtuel, est un serveur d’affichage implémentant le protocole de serveur d’affichage X11. Contrairement à d’autres serveurs d’affichage, Xvfb effectue toutes les opérations graphiques en mémoire virtuelle sans afficher de sortie à l’écran. Du point de vue du client, il agit exactement comme n'importe quel autre serveur d'affichage X, en répondant aux demandes et en envoyant des événements et des erreurs, le cas échéant. Cependant, aucune sortie n'est affichée. Ce serveur virtuel n'exige pas que l'ordinateur sur lequel il s'exécute dispose d'un adaptateur graphique, d'un écran ou d'un périphérique d'entrée. Seule une couche réseau est nécessaire.

## Historique
Le serveur Xvfb apparaît pour la première fois dans la version X11R6 publiée en 1994 par X Consortium.

## Applications

### Automatisation de tests
Xvfb est utilisé comme serveur d'affichage lors de la mise en place de tests sur des interfaces graphiques. Il est notamment utilisé pour tester des applications web.

### Mur d'image
L'affichage est produit sur un écran virtuel au moyen de Xvfb, puis est ensuite réparti sur les différents moniteurs du mur d'image.

### Masquer l'affichage d'un logiciel
Xvfb peut être utilisé pour utiliser des logiciels nativement graphiques dans des scripts, hors de tout environnement graphique, permettant l'automatisation de certaines tâches.
Il est ainsi possible d'automatiser des opérations de transformation ou de conversion de documents au moyen d'Inkscape ou de OpenOffice.org.